# جيانيس كريستو
جيانيس كريستو باليونانية (Γιάννης Χρήστου), بالإنجليزية (Giannis Christou) كان ملحنا يونانيا، (9 يناير 1926 - 9 يناير 1970).
ولد جيانوس في حي مصر الجديدة في مدينة القاهرة في مصر العام 1926، من والدين يونانيين وتلقي تعليمه في مدرسة إنكليزية في الإسكندرية حيث تلقي دروسا من عدة معلمين في البيانو في المدرسة، وفي 1948 حصل علي الماجستير في الفلسفة من جامعة كامبردج حيث درس مع لودفيج فيتجينشتاين وبيرتراند راسل.
في ذات الوقت درس الموسيقي برفقة هانز ريدليش وفي 1949 توجه الي روما لدراسة التوزيع الموسيقي مع أنجيلو فرانشيسكو لافانينو كما حضر بعض المحاضرات في زيورخ مع كارل يونغ.
في 1951 عاد إلي الإسكندرية وتزوج من تيريزا هوريمي في 1961 توفي في عيد ميلاده الرابع والأربعون بحادث سيارة في أثينا، اليونان.

## أعماله الرئيسية
- Phoenix Music (for orchestra) - 1949
- First Symphony - 1949-50
- Latin Liturgy - 1953
- Six T.S. Elliot Songs (for piano or orchestra & mezzosoprano) - 1955 (piano) / 1957 (orch.)
- Symphony no.2 - 1957-8
- Toccata for piano and orchestra - 1962
- Tongues of Fire (a Pentecost oratorio) - 1964
- Persai (Incidental music for Aeschylus' drama) - 1965
- Agamemnon - 1965
- Persians - 1965
- Mysterion - 1965-6
- Enantiodromia - 1965-8
- The Frogs 1966
- Mysterion (for orchestra, choir & soloists) - 1966
- Praxis for 12 (for 11 string instruments & director-pianist) - 1966
- Anaparastasis II - 1967
- Anaparastasis I - 1968
- Anaparastasis III - 1968
- Anaparastasis IV - 1968
- Anaparastasis I - 1968
- Anaparastasis III - 1968
- Oedipus Rex - 1969
- Oresteia (unfinished) - 1967-70

## وصلات خارجية
- جيانيس كريستو على موقع IMDb (الإنجليزية)
- جيانيس كريستو على موقع ميوزك برينز (الإنجليزية)
- جيانيس كريستو على موقع ديسكوغز (الإنجليزية)
- موقع جيانيس «جاني» كريستو الرئيسي